# ناگارجون، نپال
ناگارجون یک منطقه روستایی در بخش کاتماندو در ناحیه باگماتی در مرکز کشور نپال است. در سرشماری سال ۱۹۹۱، این منطقه دارای ۱۸۳۵ نفر جمعیت و ۳۶۰ خانه بوده‌است.